# 藍文錦
藍文錦，字雲屏，號魯山，陝西西鄉縣人。清朝政治人物、進士出身。
光緒二十九年（1903年），中式癸卯科二甲進士。選庶吉士，散館授翰林院編修，後任湖北候補知府。民国期间曾任汪精卫政权的立法委员。